# Gornja Kupinovica
Gornja Kupinovica (en serbe cyrillique : Горња Купиновица) est un village de Serbie situé sur le territoire de la Ville de Leskovac, district de Jablanica. Au recensement de 2011, il comptait 140 habitants.

## Démographie
| 1948 | 1953 | 1961 | 1971 | 1981 | 1991 | 2002 | 2011 |
| ---- | ---- | ---- | ---- | ---- | ---- | ---- | ---- |
| 392  | 401  | 400  | 354  | 311  | 250  | 189  | 140  |

|  |